# Садчиков, Георгий Михайлович
Олег Владимирович Савицкий (род. 31 октября 1941, Чапаевск, Куйбышевская область) — российский политический деятель. Депутат Государственной Думы второго созыва (1995—1999).

## Биография
С 1966 г. по 1971 г. — студент философского факультета Московского государственного университета им. М. В. Ломоносова.
В октябре 1995 года был включён в качестве кандидата в общефедеральный список избирательного объединения «ЯБЛоко», а также выдвинут в территориальном Рыбинском избирательном округе № 190. В округе он сумел набрать только 42 522 голоса и занял четвёртое место (победитель А. Н. Грешневиков набрал втрое больше — 122 400 голосов).
Однако в соответствии с результатами голосования по общефедеральному округу Садчиков был избран депутатом Государственной Думы Федерального Собрания РФ второго созыва (1995—1999).
7 декабря 2003 года Г. М. Садчиков принимал участие в выборах губернатора Ярославской области в качестве одного из четырёх кандидатов. По итогам голосования набрал 5287 голосов — 0,8 % (победитель выборов А. И. Лисицын получил 478 701 голос — 74,3 %).